# All-Ireland Senior Football Championship 1935
L'All-Ireland Senior Football Championship 1935 fu l'edizione numero 49 del principale torneo di calcio gaelico irlandese. Cavan batté in finale Kildare ottenendo il secondo trionfo della sua storia.

## Semifinali
| Roscommon 18 agosto 1935 | Cavan | 1-07 – 0-08 | Tipperary |  |

| Dublino 25 agosto 1935 | Kildare | 2-06 – 0-07 | Mayo | Croke Park |

### Finale
| Dublino 22 settembre 1935 | Cavan | 3-06 – 2-05 | Kildare | Croke Park (50380 spett.) |